# Giovanni Morandini
Giovanni Morandini (Pereta, 6 gennaio 1816 – Firenze, 14 settembre 1888) è stato un ingegnere e politico italiano.
Venne eletto deputato del Regno di Sardegna nel 1860, e poi nell'VIII e nell'XI legislatura del Regno d'Italia. Fu senatore del Regno d'Italia nella XV legislatura.